# Islandès
L'islandès o islandés (íslenska, fins a la reforma de l'ortografia del 1973: íslenzka) és una llengua escandinava occidental parlada a Islàndia.
És la més conservadora d'entre les llengües escandinaves, o fins i tot germàniques. En l'
aspecte morfològic, mentre que una gran part de les llengües indoeuropees de l'Europa Occidental han reduït enormement la flexió, a l'islandès hi és molt abundant, en un grau similar al llatí, el grec, o més properament, l'anglosaxó. Així per exemple, els noms es declinen per cas, nombre i gènere. Pel que fa a l'ortografia, l'islandès s'escriu amb l'alfabet llatí així com era emprat pels anglosaxons, prova de la poderosa influència cultural del món anglès antic sobre el norrè: així, és anglosaxó l'hàbit de representar les vocals llargues per mitjà d'un accent agut: Á/á, É/é, Í/í, Ó/ó, Ú/ú, Ý/ý, Ǽ/ǽ, Ǿ/ǿ o Ǫ́/ǫ́; també són d'origen anglosaxó les lletres Ð/ð (o eth, equivalent a la "z" castellana de mots com ara juzgar o al dígraf "th" anglès de this) i Þ/þ (o thorn, equivalent a la "z" castellana o al dígraf "th" anglès de thing), així com Æ/æ, Œ/œ, Ø/ø, Ę/ę, Ǫ́/ǫ́ i Ǫ/ǫ o l'ús de la lletra <y> per a representar una i arrodonida o labialitzada. Les lletres c, q, w i z, que actualment no s'hi empren; Foren molt usades en el passat; modernament, també s'ha abandonat l'ús dels grafs Ǽ/ǽ, Ǿ/ǿ, Ø/ø, Œ/œ, Ę/ę, Ǫ́/ǫ́ i Ǫ/ǫ Ja a les edicions dels textos medievals que es van fer al Segle XIX, s'abandonà l'ús ortogràfic antic que representava tant la vocal [Ǫ]/[ǫ] com el diftong [Au]/[au] per mitjà del dígraf <au>, ja que resultava altament confusionari representar una vocal pura i un diftong amb un mateix grafema; en certs casos, tanmateix, aquest fet ha tingut conseqüències interpretatives divergents, ja que els editors no sempre s'han pogut posar d'acord a l'hora de decidir si darrere una determinada paraula s'hi amagava el diftong o la vocal pura (aquest és, per exemple, el cas del sintagma aurgom forsi de la Vǫlospá, que alguns editors llegeixen i interpreten com a <aurgom forsi>, mentre que d'altres, hi llegeixen i interpreten un <ǫrgom forsi>). Seguint el model tipogràfic alemany, en el segle xix es va procedir, a més a més, a introduir la lletra Ö/ö, totalment desconeguda en els textos antics. La retenció de les lletres þorn (thorn) i eð (eth) és una mostra més de la seva tendència arcaïtzant: com ja hem apuntat a dalt, són d'origen anglosaxó i l'islandès les continua emprant mentre que el descendent directe de l'anglosaxó, l'anglès actual, les ha substituïdes totes dues pel dígraf "th" (thin, this).
El vocabulari també és molt conservador, i quan apareixen objectes o conceptes nous que reclamen les corresponents noves designacions, en lloc d'adaptar el mot xenoglòssic -que normalment és anglès i, en aquesta llengua, tot sovint d'origen greco-llatí-, que normalment sol acabar prevalent a nivell internacional, a Islàndia hom s'estima més d'encunyar nous termes. La part negativa d'aquest fenomen és que els textos islandesos científics són absolutament opacs a l'estranger que hi vulgui tenir accés; també s'ha de veure com un fet negatiu el fet que sovint es proposin diverses encunyacions que primer han de lluitar entre elles fins que una s'imposa. Això vol dir que sovint cal aprendre no un sinó diversos termes nous islandesos per a un internacionalisme i això, sabent que alguns d'aquests aviat deixaran d'usar-se. El purisme islandès, tanmateix, actualment fa mostra de cansament: així, podem observar com la terminologia creada per a designar els noms de les fruites ha estat rebutjada a escala popular i substituïda per adaptacions dels internacionalismes corresponents. Per exemple: el terme normal per a designar la tomata és l'adaptació popular tómati o tómatur i no pas l'encunyació rauðaldin. La llengua actual s'ha fet més permeable a l'acceptació social de danicismes rebutjats totalment per l'estàndard fa uns anys, verbi gràcia afgerandi (danès ← afgørende), brugghús (danès ← bryghus), lukkunnar pamfíll (danès ← en lykkens pamfilius), punta sig (danès ← pynte sig), pía (danès ← pige), uppgjör (danès ← opgørelse) o vinka (danès ← vinke), mots que fins al present no s'han començat a usar sense complexos; així, no fa gaire encara es recomanava la substitució sistemàtica de brugghús per ölgerðarhús. La presència d'anglicismes en la llengua parlada, especialment la del jovent, és notable.
Com a resultat de tot això, els islandesos poden llegir, per bé que amb dificultats, els textos de les antigues sagues, escrits en norrè occidental antic fa més de set segles -això, sempre que aquests textos en qüestió hagin estat uniformitzats i modernitzats grafemàticament i morfològicament, i les edicions que usin els lectors islandesos moderns continguin, a més a més, prou aclariments culturals i lexicals-. A nivell fonètic i fonològic, tanmateix, la llengua moderna ha canviat moltíssim respecte de l'antiga, tant és així, que, si un islandès famós de l'Edat mitjana, posem per cas Egill, el protagonista de l'Egils saga Skalla-Grímssonar aparegués a un islandès modern, no es podrien pas entendre l'un l'altre. El sistema ortogràfic modern "tapa" aquest fet pel fet de basar-se en criteris fortament historicistes (igual que, per exemple, l'anglès, el feroès o el danès). A tall d'exemple: Les antigues vocals llargues <á/Á>, <é/É>, <ó/Ó> s'han diftongat en islandès modern, però s'hi continuen representant com a vocals llargues i no pas com a diftongs.
La llengua que hi és més pròxima és el feroès.

## Història
Durant els segles IX i X Islàndia fou colonitzada per parlants del norrè, llengua escandinava provinents sobretot de Noruega. La separació de l'islandès i el noruec és llarga i lenta. Cal tenir clar que quan es parla de la literatura islandesa de l'Edat mitjana, s'està fent referència a "literatura escrita a Islàndia o per islandesos" i no pas a "literatura escrita en islandès", ja que, de fet, la llengua era la mateixa a tots dos països (Islàndia i Noruega), bé que amb diferències que no van més enllà de les de caràcter estrictament dialectal. Només arguments emocionals -però no pas lingüístics-, basats o alimentats en el sentiment nacional actual, justifiquen que es parli d'una llengua "islandesa" per a bona part de l'Edat mitjana. Les llengües comencen a separar-se realment durant el segle xiv, i això, més per divergència dels parlars continentals, que comencen a sofrir la impactant influència del baix-alemany mitjà, que no pas per evolució pròpia. A partir de la segona meitat del segle xiv, les diferències s'anaren accentuant ràpidament i a partir del segle xv es pot considerar que ens trobem davant dues llengües ja plenament separades. En aquest context cal recordar que els reis noruecs sempre van mirar Islàndia com una mena de part del territori nacional no subjecte al seu domini i que no van cessar fins que no van aconseguir de posar l'illa sota la seva fèrula en temps del rei Hákon IV Hákonarson (1262) i, sobretot, de son fill, Magnús VI Hákonarson -el reformador legal que donà als islandesos el Codi Johanneu o Jónsbók, el codi legal que regiria l'illa fins a gairebé el segle xix- i el seu net, el rei Eiríkr II Magnússon.

## Alfabet
L'alfabet complet de l'islandès és:
| Majuscules | Majuscules | Majuscules | Majuscules | Majuscules | Majuscules | Majuscules | Majuscules | Majuscules | Majuscules | Majuscules | Majuscules | Majuscules | Majuscules | Majuscules | Majuscules | Majuscules | Majuscules | Majuscules | Majuscules | Majuscules | Majuscules | Majuscules | Majuscules | Majuscules | Majuscules | Majuscules | Majuscules | Majuscules | Majuscules | Majuscules | Majuscules |
| ---------- | ---------- | ---------- | ---------- | ---------- | ---------- | ---------- | ---------- | ---------- | ---------- | ---------- | ---------- | ---------- | ---------- | ---------- | ---------- | ---------- | ---------- | ---------- | ---------- | ---------- | ---------- | ---------- | ---------- | ---------- | ---------- | ---------- | ---------- | ---------- | ---------- | ---------- | ---------- |
| A          | Á          | B          | D          | Ð          | E          | É          | F          | G          | H          | I          | Í          | J          | K          | L          | M          | N          | O          | Ó          | P          | R          | S          | T          | U          | Ú          | V          | X          | Y          | Ý          | Þ          | Æ          | Ö          |
| Minuscules |            |            |            |            |            |            |            |            |            |            |            |            |            |            |            |            |            |            |            |            |            |            |            |            |            |            |            |            |            |            |            |
| a          | á          | b          | d          | ð          | e          | é          | f          | g          | h          | i          | í          | j          | k          | l          | m          | n          | o          | ó          | p          | r          | s          | t          | u          | ú          | v          | x          | y          | ý          | þ          | æ          | ö          |

Les lletres amb signes diacrítics, com á i ö, es tracten en la seva majoria com a lletres separades i no com a variants de les seves vocals derivades. La lletra é va substituir oficialment el dígraf je l'any 1929, encara que s'havia utilitzat en els primers manuscrits (fins al segle XIV) i de nou periòdicament a partir del segle XVIII. La lletra z era antigament a l'alfabet islandès, però es va eliminar oficialment el 1974, excepte en els noms de les persones.

### Lletres específiques
La taula següent mostra com els caràcters especials es poden escriure en sistemes operatius com Microsoft Windows: consisteix a mantenir premuda la tecla ALT fins haver acabat d'introduir la seqüència numèrica desitjada.
A GNU/Linux s'introdueixen mitjançant una codificació més universal, estandarditzada i compatible: Unicode. Per introduir qualsevol caràcter Unicode es pressiona Control+Shift+u i després es tecleja la combinació de caràcters (no cal estar pressionant tota l'estona). Com a indicatiu d'haver pressionat Control+Shift+u, apareix una U subratllada. No obstant això també hi ha una forma més ràpida i senzilla de teclejar aquests caràcters, usant la tecla Alt Gr.
| Nom                     | Lletra | Unicode | Windows                | Linux     | HTML    | LaTeX |
| ----------------------- | ------ | ------- | ---------------------- | --------- | ------- | ----- |
| Eth, majúscula          | Ð      | U+00D0  | Alt + 209 o Alt + 0208 | AltGr + D | &ETH;   | \DH   |
| Eth, minúscula          | ð      | U+00F0  | Alt + 208 o Alt + 0240 | AltGr + d | &eth;   | \dh   |
| Thorn, majúscula        | Þ      | U+00DE  | Alt + 232 o Alt + 0222 | AltGr + P | &THORN; | \TH   |
| Thorn, minúscula        | þ      | U+00FE  | Alt + 231 o Alt + 0254 | AltGr + p | &thorn; | \th   |
| Æ - Lligadura majúscula | Æ      | U+00C6  | Alt + 146 o Alt + 0198 | AltGr + A | &AElig; | \AE   |
| æ - Lligadura minúscula | æ      | U+00E6  | Alt + 145 o Alt + 0230 | AltGr + a | &aelig; | \ae   |

## Variació regional
L'islandès presenta molt poca variació dialectal (harðmæli vs. linmæli i flámæli vs. réttmæli, höggmæli per exemple), limitada a petites diferències de pronúncia i vocabulari ente el nord i el sud de l'illa. Aquesta quasi absència de dialectes s'explica pels següents factors:
- Manca d'un substrat lingüístic que modifiqués la llengua dels colonitzadors (ja que el país era pràcticament deshabitat en arribar-hi).
- L'islandès es forma com a resultat de l'anivellament dels diferents parlars dels colonitzadors vinguts de Noruega, parlars que, a més a més ja eren relativament uniformes.
- Gran separació física amb altres països, derivant en l'aïllament lingüístic dels habitants de l'illa.
- Paper unificador de l'Alþingi, especialment durant el primer període.

## Relació amb el feroès
L'estructura de l'islandès s'assembla molt a la del feroès, ambdues marcades per un fort arcaisme, que les ha deixades gairebé com el norrè occidental antic. És possible per als parlants d'una de les llengües llegir textos en l'altra, si bé el parlar divergeix més i en principi no es consideren mútuament intel·ligibles. Diferències entre totes dues són:
- Fidelitat etimològica: L'escriptura del feroès s'ha adaptat més als canvis en la pronúncia, deixant una mica de banda el total purisme etimològic de l'islandès.
- Dialectes: L'islandès gairebé no en té, mentre que el feroès sí, i marcats.
- Fonologia: El feroès no té el so dental fricatiu que en islandès hom escriu com a þ.
- Purisme: Tot i ser també molt conservador, el feroès presenta, sobretot en la llengua parlada, més manlleus estrangers, especialment danesos.

## Purisme
L'islandès és de les llengües germàniques més puristes, fins al punt que sovint té paraules ben diferents de les de les altres llengües germàniques norrenes -i germàniques en general-, les quals han adoptat, per a denominar molts conceptes recents o per a designar els conceptes propis de les terminologies filosòfica o científica, paraules d'origen grec o llatí. El purisme s'origina en el segle xvii contra la influència del danès i l'alemany, a la fi del segle xviii era doctrina, i va agafar empenta amb el lingüista Rasmus Rasl a la primera meitat del segle xix, i va ser molt important durant els segles XIX i xx.

## Sintaxi
La sintaxi de la llengua segueix un paràmetre bàsic SVO (Subjecte - Verb - Objecte), però el fet de disposar d'un sistema d'inflexió permet els parlants certa llibertat en l'ordre dels mots en la frase, tal com passa en la majoria de llengües amb declinació.

La col·locació dels adjectius, pronoms numerals i pronoms possessius es pot fer de dues maneres: anteposats o posposats al substantiu que determinen. La postposició o anteposició es fa sobre la base de la concreció, determinació o emfasització. 

Així, la construcció adjectiu+substantiu és la construcció neutra; la construcció substantiu+adjectiu és, en canvi, anafòrica o concretitzadora o determinadora (està marcada), i el mateix s'esdevé amb la construcció numeral+substantiu vs. substantiu+numeral i amb la construcció possessiu+substantiu vs. substantiu+possessiu.

Així, blómið bláa ‘la flor blava’ no és la flor que és blava sinó una flor blava específica, en aquest cas, la flor que simbolitza l'essència del romanticisme des de Novalis; en contraposició, bláa blómið significa únicament la flor blava (i no pas la que és blanca, vermella, etc.); de fet, emperò, el sistema es torna encara més complex si pensem que encara hi podem situar un blátt blómið al costat, amb què designaríem objectivament una flor que és blava però excloent qualsevol mena de comparació amb flors d'altres colors, remarcant-ne o ressaltant-ne únicament el seu color blau.

En els numerals observem l'oposició semàntica existent entre la construcció guðspjallamennirnir fjórir ‘els quatre evangelistes, ço és, el grup dels quatre homes que van escriure els quatre evangelis canònics’ contra fjórir guðspjallamennirnir ‘els quatre evangelistes, ço és, els quatre evangelistes són uns evangelistes qualsevols, dels molts que n'hi ha o hi havia’;

Finalment, en l'ús dels possessius, observem la mateixa diferència semàntica que hem descrit abans entre ég fór í kápuna mína ‘m'he posat el meu abric’ (excloent la comparació amb altres abrics) i ég fór í mína kápu ‘m'he posat el meu abric’ (emfasitzant que és o ha estat el meu i no pas el d'algú altre).

Els pronoms demostratius han suprimit en la llengua moderna aquest matís semàntic depenent de la seva col·locació. Continua essent possible col·locar-los tant davant com darrere el substantiu que determinen, però la col·locació que triem ja no tindrà conseqüències semàntiques, encara que sí estilístiques, ja que la col·locació darrere el substantiu determinat està marcada com a "pertanyent al llenguatge literari". Així i doncs, la construcció normal és þessi orðabók ‘aquest diccionari’ mentre que orðabók þessi, tot i que continua essent possible, és una col·locació marcada com a literària.

## Morfologia
Molts parlants d'alemany troben molts dels trets morfològics que caracteritzen l'islandès força semblant als de llur pròpia llengua; tanmateix, les divergències són profundíssimes. Les principals característiques morfològiques de l'islandès foren:

1. En islandès existeixen tres gèneres (masculí, femení i neutre).
2. Substantiu i adjectiu tenen, igual que el verb, dos nombres: singular i plural. A nivell pronominal, però, encara existeixen nombroses traces del dual (vulgueu veure més endavant).
3. El nom islandès (això és, substantius, adjectius i pronoms) té quatre casos (nominatiu, acusatiu, genitiu i datiu) en singular i en plural, amb restes d'un de cinquè, l'instrumental.[9]
4. L'adjectiu, com gairebé totes les altres llengües germàniques, presenta una declinació forta oposada a una de feble amb què s'indica morfològicament si es tracta de trets coneguts i concrets o bé genèrics, ornatius.
5. A diferència de les altres llengües germàniques, l'islandès no ha desenvolupat cap article indeterminat, però sí un de determinat, encara que la poesia antiga pràcticament no l'usi i a la lírica moderna s'hi usi en un grau notòriament inferior al que seria natural. L'article determinat que ha desenvolupat l'islandès es posposa al substantiu -igual que passa, en el camp de les llengües romàniques, amb el romanès i, en el camp de les llengües germàniques, amb la resta de llengües norrenes-. Per exemple: kona “dona; una dona” però konan “la dona”. Cal dir tanmateix que, en determinats casos, l'article determinat sí que s'ha d'anteposar obligatòriament al substantiu, verbi gràcia, en el cas de les substantivitzacions: així, mentre que es diu konan “la dona”, s'ha de dir hið minna “el mínim”. Cal també remarcar que la llengua sembla estimar-se més en el cas de les substantivitzacions l'ús del pronom demostratiu amb valor d'article que no pas el del mateix article, de manera que diu preferentment það að bíða “l'esperar” o það ósanngjarnasta “el més injust, la cosa més injusta”.
6. Els verbs presenten les següents categories verbals: temps verbal, mode, persona, nombre, veu i, modernament, aspecte verbal. Hi ha tres veus, l'expressió de les quals es pot fer amb mitjans morfològics sintètics o analítics: l'activa, la passiva i la veu mitjana. Hi ha només dos temps simples: el passat i el present i un futur analític o perifràstic format amb munu + inf. (ég kem - ég mun koma), encara que aquest temps perifràstic no expressa únicament el futur i els lingüistes formats a Nord-amèrica tendeixen a veure-hi més aviat una forma aspectual més, de manera que solen estimar-se més "deslligar-lo" de la categoria verbal temps per incloure'l dins la categoria verbal aspecte. Cal dir, en aquest punt, que tot plegat un té la sensació que l'objecció a veure-hi un futur és més aviat una objecció contra el mot futur, al capdavall, el futur llatí i romànic tampoc no han estat mai únicament una expressió del desenvolupament de l'acció verbal en el futur temporal real, i que, igual que el futur islandès, el futur llatí o romànic pot servir per a expressar molts matisos, també aspectuals: una frase com plourà no vol pas dir que plourà realment sinó que el cel té tot l'aspecte que hagi de ploure, no expressa doncs una realitat temporal futura sinó un temor o el resultat d'una anàlisi lògica de l'entorn atmosfèric. Si analitzem una frase amb el verb en futur, com ara no mataràs!, ens n'adonarem de seguida que realment hi som davant una forma d'expressió de l'imperatiu, davant una ordre que intenta condicionar el nostre comportament social de cara al futur, i no pas davant la constatació d'un fet que no s'esdevindrà en el nostre futur. Alguns companys confonen massa sovint futur gramatical amb expressió del futur temporal, però són dues categories que cal separar, exactament igual que cal separar el gènere del sexe -que els companys formats a l'americana també confonen massa sovint-. El gènere és una categoria gramatical, que, en el cas de les designacions dels éssers sexuats, pot coincidir (o no) amb el sexe d'aquests éssers. El sexe, en canvi, és una categoria biològica. Així, un mot islandès com ara kvenmaður és de gènere masculí per més que amb ell s'hi designi un ésser de sexe femení. Futur, condicional, gènere són etiquetes còmodes que no cal posar en dubte gratuïtament.

En termes generals es pot dir que la llengua actual és continuadora de la llengua antiga, que realment han variat poc d'ençà de l'Edat mitjana; entre els canvis que, tanmateix, hi ha hagut, remarquem:
1. l'u-innskot o epèntesi d'u. No és un canvi que tingui gaire importància morfològica, però cal dir que és un canvi que ha canviat profundament l'aspecte visual de la llengua. El terme fa referència a l'aparició d'una vocal epentètica u davant una -r final de mot i davant alguns grups consonàntics finals de mot com ara -rt o -rð. Així fiskr ‘peix’, fagrt ‘bell’ o fegrð ‘bellesa’ de la llengua antiga han passat a fiskur, fagurt o fegurð en la llengua moderna.
2. la substitució dels genitius del tipus leggjar per leggs “de la cama”.
3. la lenta mort del genitiu, substituït per un sintagma nominal format per la preposició á + datiu.
4. la substitució de la terminació de datiu plural feble masc./fem./nt. -um per la terminació -u, amb la qual cosa, el plural de les formes febles dels adjectius ha passat a tenir una única terminació en -u: així, per exemple, tot el paradigma del plural feble de l'adjectiu fagur ‘bell’ consta d'una única forma: fögru.
5. Modificació i forta simplificació de la flexió dels adjectius en grau comparatiu (terminacions -ari, -ari, -ara). Paradigma de la llengua antiga dels adjectius en grau comparatiu:

|      | masculí | femení  | neutre  | plural   |
| ---- | ------- | ------- | ------- | -------- |
| nom: | spakari | spakari | spakara | spakari  |
| acu: | spakara | spakari | spakara | spakari  |
| gen: | spakara | spakari | spakara | spakari  |
| dat: | spakara | spakari | spakara | spǫkurum |
El paradigma corresponent de la llengua moderna és:
|      | masculí | femení  | neutre  | plural  |
| ---- | ------- | ------- | ------- | ------- |
| nom: | spakari | spakari | spakara | spakari |
| acu: | spakari | spakari | spakara | spakari |
| gen: | spakari | spakari | spakara | spakari |
| dat: | spakari | spakari | spakara | spakari |
6. Unificació del paradigma dels adjectius verbals en -andi en un únic cas en -andi. Paradigma de la llengua antiga dels adjectius verbals en -andi:

|      | masculí | femení  | neutre  | plural   |
| ---- | ------- | ------- | ------- | -------- |
| nom: | gefandi | gefandi | gefanda | gefandi  |
| acu: | gefanda | gefandi | gefanda | gefandi  |
| gen: | gefanda | gefandi | gefanda | gefandi  |
| dat: | gefanda | gefandi | gefanda | gefǫndum |
El paradigma corresponent de la llengua moderna consisteix en un únic cas en -andi:
|      | masculí | femení  | neutre  | plural  |
| ---- | ------- | ------- | ------- | ------- |
| nom: | gefandi | gefandi | gefandi | gefandi |
| acu: | gefandi | gefandi | gefandi | gefandi |
| gen: | gefandi | gefandi | gefandi | gefandi |
| dat: | gefandi | gefandi | gefandi | gefandi |
7. la reestructuració dels nombres plural i dual en els pronoms personals de primera i segona persona (el plural antic en la llengua moderna hi és un singular de cortesia; l'antic dual ara s'hi usa amb valor de plural).[10]
8. la pèrdua dels pronoms possessius primera i segona persona de plural de la llengua antiga, substituïts pel genitiu del pronom personal corresponet. Els antics pronoms possessius continuen emprant-se, en major o menor grau, en la llengua literària. Així, el primer vers de l'himne nacional islandès fa: Ó, guð vors lands! Ó, lands vors guð! on tenim el genitiu singular neutre vors ‘del nostre, de la nostra’. En el cas del pronom possessiu de tercera persona (tant de singular com de plural), els pronoms possessius continuen emprant-se amb valor reflexiu, és a dir, quan el substantiu que acompanyen es refereix al subjecte del verb de l'oració; altrament també són substituïts per l'indeclinable genitiu del pronom personal corresponent: Antón seldi bílinn sinn ‘l'Anton va vendre el seu cotxe’ (el cotxe era d'ell) vs. Antón seldi bílinn hans o Antón seldi bílinn hennar ‘l'Anton va vendre el seu cotxe’ (el cotxe no era d'ell sinó d'algú altre, home en el primer exemple, dona en el segon exemple). Cal dir, tanmateix, que el pronom possessiu no es pot usar en el cas de subjectes o grups nominals complexos (o sigui, subjectes o grups nominals en general formats per dos o més substantius o grups nominals units per coma i/o per les conjuncions copulativa o disjuntiva): així, s'haurà de dir sempre Antón og bíllinn hans ‘l'Antón i el seu cotxe’, encara que el cotxe li pertanyi.
9. la desaparició de l'infinitiu de pretèrit de la llengua antiga, format amb la desinència -tu o -du en els verbs febles i pretèrito-presents, i, en els verbs forts, amb la desinència -u afegida al radical de pretèrit (tipus: kómu ‘haver vingut’, fóru ‘haver anat’, urðu ‘haver esdevingut’, mæltu ‘haver parlat’, vildu ‘haver volgut’, skyldu ‘haver hagut de’, etc.).[11]
10. La llengua antiga distingeix morfològicament la primera de la tercera persona del singular del pretèrit d'indicatiu dels verbs febles, mentre que confon en una única forma la forma de 1a i la 3a persones del singular del pretèrit d'indicatiu dels verbs forts. La llengua moderna ha estès la situació morfològica dels verbs forts als verbs febles, de manera que, en aquests verbs la terminació de la tercera persona s'ha estès a la primera persona, arraconant l'antiga designència pròpia en -a: Així, en la llengua antiga tenim safnaða ‘vaig aplegar’ però safnaði ‘va aplegar’; en la llengua moderna, en canvi, tenim ég safnaði ‘vaig aplegar’ igual que hann - hún - það safnaði ‘va aplegar’.
11. la forta reestructuració de la morfologia verbal, potser deguda a la influència d'un substrat o parastrat irlandès medieval o d'un substrat o parastrat inuït. Això vol dir que l'islandès modern conserva la morfologia verbal de l'islandès antic i la desenvolupa amb formes analítiques emprades per a expressar una categoria verbal pràcticament desconeguda a la llengua antiga: la de l'aspecte verbal. L'aspecte és una categoria verbal (igual que el mode, el temps o la veu) que expressa la manera com es presenta el descabdellament o realització de l'acció verbal. En islandès, la majoria de les formes aspectuals han estat sotmeses fins fa molt poc temps a una forta tabuïtzació social que les etiquetava tradicionalment com a vulgars. D'aquí ve que a penes siguin atestables en la literatura islandesa anterior als anys 70 del segle passat, on sovint només apareixen en diàlegs amb què l'escriptor o l'escriptora intenta de reflectir la llengua parlada. Entre les formes aspectuals islandeses tenim: l'aspecte verbal incoatiu, l'aspecte verbal terminatiu, l'aspecte verbal perfectiu, l'aspecte verbal progressiu, l'aspecte verbal prospectiu, l'aspecte verbal alentidor o intermissiu i, naturalment, aspecte verbal puntual o momentani.

## Morfosintaxi
La negació verbal de l'islandès passa per cinc estadis diferents fins a arribar a l'estadi actual:
1. Negació amb el sufix negador -a o -at: var ‘era’ però vara o varat ‘no era’; grát o gráttu ‘plora!’ però grátattu (← grát + at + þú) ‘no ploris!’. Si aquest sufix no seguia immediatament la síl·laba tònica, l'alveolar -t hi sofria un procés de sonorització i fricatització: skyldu ‘havien de’ però skylduð ‘no havien de’ (← skyldu + at). Una conseqüència morfosintàctica molt interessant de l'ús d'aquest sufix negador és que pot comportar un ús hiperpleonàstic del pronom personal: má ‘puc’ - máka ‘puc-jo-no’ (← má + ek + -a) - mákak ‘puc-jo-no-jo’ (← má + ek + -a + ek) - ek mákak ‘jo puc-jo-no-jo’ (← ek má + ek + -a + ek).
2. Negació amb l'adverbi ni, ne ‘no’. Aquesta és la negació de totes les llengües germàniques en llurs fases més antigues i es correspon, en termes morfosintàctics i etimològics, amb la nostra forma de negar el verb: ek veit ‘jo sé’ però ek ne veit ‘jo no sé’.
3. La negació tradicional amb l'adverbi ni, ne ‘no’, heretada del germànic i, de retruc, de l'indoeuropeu, podia veure's reforçada amb l'adverbi temporal eigi ‘mai’ (compost de l'adverbi ey ‘sempre’ i la partícula negativa -gi ← protonorrè * aiw-gin), emfasitzant d'aquesta manera la negació. A l'Edda en vers, la negació amb ne ... eigi encara hi tenia caràcter emfàtic (igual que en català no ... pas). Aviat, emperò, el caràcter emfàtic de la negació amb ne ... eigi va desaparèixer; quan això s'esdevingué, s'entrà en la següent fase, en què ek ne veit → ek ne veit eigi; aquesta darrera construcció va deixar de connotar èmfasi es va convertir en la negació normal del verb. Aquesta construcció, així i doncs, va presentar una evolució totalment paral·lela a la del francès je ne sais pas o a la de l'alemany medieval ih en weiȥ niht.
4. L'evolució, però, no es va quedar aquí. Aquesta nova negació se simplificà amb l'elisió de l'antic adverbi ni, ne ‘no’, de manera que l'antic reforç de la negació es va convertir en l'únic element nou de la negació verbal: ek ne veit → ek ne veit eigi → ek veit eigi. Aquesta evolució i la construcció que en resultà també és paral·lela a la del francès modern (je sais pas) i a la de l'alemany modern (ich weiß nicht). Aquesta negació és la que cobreix, en el període medieval de la llengua, un lapse de temps més llarg.
5. Tanmateix, l'evolució no va acabar aquí, sinó que va continuar amb la substitució de l'adverbi eigi pel neutre del pronom indefinit enngi, engi, ekki (modern: enginn, engin, ekkert) que, d'aquesta manera, es reinterpretaria com a adverbi. Aquesta evolució va seguir el model danès (danès: ikke; suec inte) que, al seu torn, seguia el model baix-alemany de la negació verbal amb nicht: ek veit eigi → ég veit ekki (danès: jeg ved ikke, baix-alemany mitjà ik [en] weet nicht).[12] Aquesta forma és la pròpia de l'etapa actual de la llengua. Els intents de substituir la negació dano-baix-alemanya amb ekki per l'antiga negació amb eigi van aconseguir de recuperar-la per a la llengua literària (especialment per a la llengua poètica), però no pas per a la llengua neutra estàndard: així, en la traducció de la Bíblia hi podem trobar frases en les quals hi apareix l'antiga negació com ara þrátta eigi við auðugan mann, hann kann að nota fé sitt þér til falls[13] ‘no et barallis amb un ric: podria emprar els seus diners per a provocar la teva caiguda’, però en un text neutre aquesta construcció només seria possible si estiguéssim redactant-lo -o l'haguéssim ja redactat- recorrent a un ús generalitzat d'un registre poètic o molt elevat.